# Беняса (Телеорман)
Беняса (рум. Băneasa) — село у повіті Телеорман в Румунії. Входить до складу комуни Салча.
Село розташоване на відстані 106 км на південний захід від Бухареста, 30 км на захід від Александрії, 100 км на південний схід від Крайови.

## Населення
За даними перепису населення 2002 року у селі проживали 1093 особи. Усі жителі села рідною мовою назвали румунську.
Національний склад населення села:
| Національність | Кількість осіб | Відсоток |
| -------------- | -------------- | -------- |
| румуни         | 1063           | 97,3%    |
| цигани         | 29             | 2,7%     |